# Радехівська сільська рада
Радехівська сільська рада — колишня адміністративно-територіальна одиниця та орган місцевого самоврядування у Любомльському районі Волинської області з адміністративним центром у с. Радехів.
Припинила існування 19 травня 2017 року через об'єднання у Вишнівську сільську громаду Волинської області. Натомість утворено Радехівський старостинський округ при Вишнівській сільській громаді.

## Населені пункти
Сільській раді підпорядковувались населені пункти:
- с. Радехів
- с. Вижгів
- с. Чмикос

## Склад ради
Рада складалась з 16 депутатів та голови.

### Керівний склад ради
| ПІБ                         | Основні відомості                                                                                        | Дата обрання | Дата звільнення |
| --------------------------- | --- | ------------ | --------------- |
| Гнатюк Василь Володимирович | Сільський голова, 1961 року народження, освіта                                                           | 26.03.2006   | 31.10.2010      |
| Гнатюк Василь Володимирович | Сільський голова, 1961 року народження, освіта середня спеціальна, член політичної партії «Наша Україна» | 31.10.2010   |                 |

Примітка: таблиця складена за даними джерела

## Населення
Згідно з переписом УРСР 1989 року чисельність наявного населення сільської ради становила 1339 осіб, з яких 651 чоловік та 688 жінок.
За переписом населення України 2001 року в сільській раді мешкало 1228 осіб.

### Мова
Розподіл населення за рідною мовою за даними перепису 2001 року:
| Мова       | Відсоток |
| ---------- | -------- |
| українська | 99,84 %  |
| російська  | 0,16 %   |